# Johann Bernhard Fischer von Erlach
Johann Bernhard Fischer von Erlach (20. srpnja 1656. – 5. travnja 1723.), austrijski arhitekt i kipar. Jedan je od najutjecajnih umjetnika baroknog doba u Europi. Autor je djela Entwurff Einer Historischen Architectur (1721.), jedne od prvih i najpopularnijih komparativnih studija svjetske arhitekture.

## Školovanje u Italiji
Rođen je u Grazu. Prvo se školovao u radionici svoga oca, provincijskog obrtnika, a u šesnaestoj godini krenuo je na školovanje u Rim, gdje je proveo sljedećih šesnaest godina. U Rimu se pridružio radionici Johanna Paula Schora i velikog Berninija, kod kojih je imao prilike proučavati antička i moderna djela kiparstva i arhitekture. Djelovao je neko vrijeme i u Napulju.
Povratkom u Austriju 1687. godine, etablirao se kao ugledni arhitekt. Mnogobrojne narudžbe dobivao je od plemića, ali jednako tako i od carskog dvora. Stekao je položaj dvorskog arhitekta, koji će obnašati u doba vladavine triju austrijskih careva.

## U službicara Josipa I.
Tijekom zadnjeg desetljeća 17. stoljeća, koje se smatra najplodnijem razdobljem njegova djelovanja, u svojim je radovima nastojao prilagoditi tradiciju talijanskog baroka u suvremeni srednjoeuropski izričaj. Godine 1690. dobio je narudžbu za izvedbu salvoluka povodom krunidbe Josipa II. Također su ga nadahnuli francuski dvorci Mansarta, Paladijeve klasične vile, te mnogobrojni drugi radovi na putovanjima u Prusiju, Nizozemsku, Englesku i drugdje. Vladar ga je kasnije uzdignuo na status plemstva. Među najznačajnijim radovima za cara Josipa I., ističe se obnova dvorca Schönbrunn.
Fischer von Erlach naročito je značajan kao arhitekt bečkih palača na prijelazu 17. u 18. stoljeće. Projekt za Zimsku palaču kneza Eugena Savojskog je njegovo amblematsko djelo iz devedesetih godina 17. stoljeća. Prema Hansu Aurenhammeru, ova je građevina predstavljala "novi tio gradske palače koju karakterizira impresivna forma, strukturna jastoća i dinamička napetost plastičke dekoracije". u Beču je tih godina također sagradio velebnu palaču Batthyany-Schönborn (1698.), za hrvatskog bana Adama Batthyanyja.

## Salzburg i kasni radovi
Fischerovo iskustvo u urbanističkom planiranju došloje do izražaja za angažman kod salzburškog. Ondje je sagradio tri crkve, među ostalim Dreifaltigkeitskirche (1694-1702), građevinu s kupolom, tornjevima i konveksnim pročeljem, kao i nadbiskupovu ljetnu rezidenciju Dvorac Klessheim (1700. – 09.).
Fischerovo putovanje u Dalmaciju donijelo je u zapadnu Europu utjecaj antičkog remek-djela Dioklecijanove palače, čijim je crtežima po prvi put dao uvid u ovaj iznimni svjetovni spomenik rimskog doba.
Nakon smrti Josipa I. 1711. godine, Fischer von Erlach je rjeđe dobivao narudžbe, čemu je pridonio i uspon novog arhitekta, njegova rivala Johanna Lucasa von Hildebrandta. Godine 1721. objavio je zbirku crteža Entwurff Einer Historischen Architectur. Zanimljivo je da se dio tih crteža danas čuva u Nacionalnoj i sveučilišnoj knjižnici u Zagrebu.
Palača Clam-Gallas u Pragu, započeta 1713., jedno je od njegovih posljednjih gradskih palača. U Beču je 1715. započeo i Karlskirche koja na najbolji način sintetizira njegova dosadašnja iskustva. Ovu je građevinu završio njegov sin, također poznati arhitekt Joseph Emanuel Fischer von Erlach.

## Popis djela
- Schönbrunn, Beč
- Karlskirche, Beč (od 1715.)
- Zimska palača Eugena Savojskog, Beč (1695.)
- Palača Batthyany-Schönborn, Beč (1698.)
- Palača Češke kancelarije (Böhmische Hofkanzlei), Beč (1709. – 14.)
- Mauzolej Ferdinanda II., Graz
- Dreifaltigkeitskirche, Salzburg
- Kollegienkirche, Salzburg
- Dvorac Klessheim, Salzburg
- Palača Clam-Gallas, Prag

## Vanjske poveznice
- Austria.org Information